# Madō King Granzort
Madō King Granzort (Granzort, el Rey de la Magia) es un anime del género mecha producido por Sunrise y Asatsu-DK que se emitió entre 1989 y 1990, sumando 41 episodios. Tras terminar la serie se produjeron 5 OVA.

## Descripción
En el año 2050, tras un gran terremoto, la luna adquirió una atmósfera y las condiciones necesarias para hacerla habitable. 50 años después, la luna está poblada por los humanos y se ha convertido en una gran atracción turística. Un chico llamado Daichi llega a la luna y escucha extrañas historias sobre gente que tiene orejas de conejo. Al poco se encontrará con la anciana bruja V-Mei y su nieta Guri Guri, miembros de la raza de los Orejas Largas que están en guerra con el malévolo Clan Jadou que pretende conquistar el mundo. Sintiendo poder en el chico, V-Mei le otorga la pistola mágica a Daichi y le revela que es el Guerrero Madou elegido para salvar a los Orejas Largas y su tierra de Rabiluna del Clan Jadou. Con la pistola mágica, Daichi puede invocar a Granzort (el Madou King de la tierra), un robot gigante que le permitirá luchar contra los monstruos del Clan Jadou.
A no mucho tardar, Daichi, V-Mei y Guri Guri se encuentran con otros dos chicos, Gus y Rabi. Gus recibe un arco mágico capaz de invocar a Winzert, el Madou King del viento. Por su parte, Rabi recibe la peonza mágica que puede invocar a Aquabeat, el Madou King del agua. Daichi, Gus, Rabi, V-Mei y Guri Guri viajarán juntos por el mundo de Rabiluna con el objetivo de liberarlo de las garras del Clan Jadou.

## Lista de episodios
1. Magic from the Face of the Moon ( Mahou no Tsuki kara Kao ga Deta!?)
2. Who Will Pull This Bow? ( Kono Yumi Hiku no wa Daare? ?)
3. Gus Rides the Wind! ( Gus-kun Kaze ni Noru! ?)
4. Whoever Can Spin the Top Will be the Third Person! ( Koma o Mawaseba Mittsu Me! ?)
5. Thief Against Thief!? ( Doroboo ni wa Doroboo!? ?)
6. One Shot Match! The Top Spins Upon the Water ( Ippatsu Shoubu! Sui Jou Koma Mawashi ?)
7. Mirror, Mirror, Which One is Fastest? ( Kagami yo Kagami Docchi ga Hayai? ?)
8. Go, Old Man Tornado! ( Tatsumaki Jiisan Ganbaru! ?)
9. Nice to Meet You, Rabiluna! ( Hajimemashite! Rabiluna ?)
10. What is the Forest's Secret!? ( Mori no Himitsu wa Nanda! ?)
11. A Strong Test of Courage! ( Kimo Dameshitte Kawai! ?)
12. This is the Legendary Magical Snail? ( Kore ga Uwasa no Magical Go? ?)
13. The Tree World is Crying? ( Sekai Ju ga Naite iru? ?)
14. Laugh, Tree World! ( Waratte yo! Sekai Ju-San ?)
15. Turtle Island's Big Sports Match ( Kamekame-jima no Dai-undoukai ?)
16. Riding the Passing Tidal Wave ( Notte Ukande Ootsunami ?)
17. Crisis in the Whirlpool! ( Kiken ga Guruguru! ?)
18. Let's All Climb the Waterfall Together! ( Minna Isshou ni Takinobori! ?)
19. Diving into Soap Bubbles! ( Shabondama Mogutta! ?)
20. The Great Old Whale's Tide ( Shio Fukeyarefuke Ookujira ?)
21. We've Gone to the Past ( Yatte Kimashita Oomukashi ?)
22. The Dinosaur is Our Ally ( Kyouryuu-kun wa Boku-ra no Mikata ?)
23. The Sun Has Disappeared ( Ohisama ga Kiete Yuku ?)
24. Return to the Beginning!? ( Furidashi ni Modoru!? ?)
25. Looking for the Princess! ( Kaguya-hime o Sagase! ?)
26. Super Strength! ( Super wa Tsuyoi! ?)
27. I'm Home, Rabiluna! ( Tadaima! Rabiluna ?)
28. Playing with Fire is Taboo! ( Hi Asobi wa Taboo! ?)
29. Let's Sing of Stuffed Animals! ( Nuigurumi de Utaou! ?)
30. A Wind Blows from the Smoking Mountain ( Mokumoku Yama ni Kaze ga Fuku ?)
31. The Great Transformation of Dragon Parent & Child ( Dragon Oyako no Dai-henshin ?)
32. It's Too Cold for Chipped Ice! ( Kakigoori de Suuisui! ?)
33. This Flower is Olenda! ( Kono Hana wa Orenda! ?)
34. If you Slip, You're an Adult! ( Subettara Otona! ?)
35. Go, Mysterious Combo ( Fushigi Konbi Ikimasu ?)
36. The Handmade Airplane Flies! ( Tezukuri Hikooki Tonda! ?)
37. Solving the Mystery of the Unmelting Ice ( Tokenai Koori no Nazo o Toke ?)
38. Luna is Heavy!! ( Luna ga Omooi!! ?)
39. Awake! Dark Evil God ( O-mezame! Ankoku Dai Ja Shin ?)
40. Nice to Meet You, Mother ( Hajimemashite Okaasan ?)
41. I'm Home, Mother ( Tadaima Okaasan?)

- Datos: Q717382